# یارنتووسکیه پوله
یارنتووسکیه پوله (به لاتین: Jarentowskie Pole) یک روستا در لهستان است که در گمینا خوتچا واقع شده‌است.